# 哈德逊城市广场30号
哈德逊城市广场30号（英語：30 Hudson Yards）是位於美國紐約曼哈頓西城的一处办公楼。该办公楼为哈德逊城市广场的一部分。哈德逊城市广场开发计划旨在利用纽约大都会运输署所拥有的西城车辆段上蓋空間進行都市開發。它于2019年3月15日开幕。